# Arthur Edwards
Arthur Edwards (Washington, 29 settembre 1992) è un ex cestista statunitense.